# Ósmy dzień
Ósmy dzień (fr. Le huitième jour) – belgijsko-francusko-brytyjski komediodramat z 1996 roku w reżyserii i według scenariusza Jaco Van Dormaela. Zdjęcia kręcono w Brukseli i w Walonii (Walhain, Ottignies-Louvain-la-Neuve). Film był oficjalnym belgijskim kandydatem do Oscara dla najlepszego filmu nieanglojęzycznego, ale ostatecznie nie zdobył nominacji.

## Fabuła
Harry jest biznesmenem, który prowadzi typowe, schematyczne życie. Jego żywot zmienia się, gdy ten spotyka Georges'a – uciekiniera z ośrodka dla upośledzonych, chorego na zespół Downa. Chociaż Georges odwraca życie Henry'ego do góry nogami, stają się przyjaciółmi, pokonując barierę pomiędzy osobą zdrową a niepełnosprawną intelektualnie. Georges jest osobą wrażliwą, umie się cieszyć życiem lepiej niż przeciętni ludzie. Jednocześnie na co dzień spotyka go wiele przykrości ze względu na upośledzenie, np. dziewczyna, w której jest zakochany, nie chce go znać ze względu na chorobę. Henry poznaje wielu innych upośledzonych, z którymi się zaprzyjaźnia. Staje się bardziej wrażliwy i wyrozumiały dla osób upośledzonych. W finale filmu chorzy na zespół Downa zostają aresztowani z powodu włamania do wesołego miasteczka. Georges, któremu udaje się uciec, nie może pogodzić się ze swoją chorobą, skacze z dachu i ginie.

## Obsada
Źródło: Brytyjski Instytut Filmowy
- Daniel Auteuil – Harry
- Pascal Duquenne – Georges
- Miou-Miou – Julie
- Michele Maes – Nathalie

i inni

## Nagrody
| Rok  | Festiwal/instytucja                             | Nagroda                                  | Nominowani                    | Wynik     |
| ---- | ----------------------------------------------- | ---------------------------------------- | ----------------------------- | --------- |
| 1996 | Festiwal Filmowy w Cannes                       | Nagroda za pierwszoplanową rolę męską    | Daniel AuteuilPascal Duquenne | Wygrana   |
| 1997 | Francuska Akademia Sztuki i Techniki Filmowej   | Oscar dla najlepszego aktora             | Daniel Auteuil                | Nominacja |
| 1997 | Hollywoodzkie Stowarzyszenie Prasy Zagranicznej | Złoty Glob za najlepszy film zagraniczny | Jaco Van Dormael              | Nominacja |